# Colbert (metrostation)
Colbert is een metrostation aan lijn 2 van de metro van Rijsel, gelegen aan de rand van het centrum van de Franse stad Tourcoing. Het metrostation werd op 27 oktober 2000 geopend. Het is licht en kleurrijk van binnen, met een aantal muurfresco's. 

## Omgeving
- Église Notre-Dame des Anges.
- Parc Clemenceau.